# Notioscopus
Notioscopus és un gènere d'aranyes araneomorfes de la subfamília Erigoninae, dins de la família Linyphiidae. Es poden trobar a la zona paleàrtica i Sud-àfrica.
Fou descrit per primera vegada per Eugène Louis Simon l'any 1884.

## Llista d'espècies
Segons The World Spider Catalog 12.0:
- Notioscopus australis Simon, 1894
- Notioscopus sarcinatus (O. Pickard-Cambridge, 1872) (Espècie tipus)
- Notioscopus sibiricus Tanasevitch, 2007